# Lac de Bastan supérieur
Le lac de Bastan supérieur est un lac pyrénéen français en vallée d'Aure en Haute-Bigorre, situé administrativement dans la commune de Vielle-Aure dans le département des Hautes-Pyrénées en région Occitanie.
Le lac a une superficie de 6,5 ha pour une altitude de 2 260 m, il atteint une profondeur de 28 m.

## Géographie
Le lac de Bastan supérieur est un lac de 6,5 hectares de superficie d'origine glaciaire situé à une altitude de 2 280 m.

### Topographie
À proximité du lac se trouvent le lac de Bastan du Milieu et le lac de Bastan inférieur ainsi que le refuge de Bastan. Ces lacs doivent leur nom à leur emplacement au pied du pic de Bastan et du pic de Bastan d'Aulon, ce dernier culminant à une altitude de 2 721 m.
| Pic de Bastan (2 715 m)        | Col de Bastanet (2 509 m) Pic de Portarras      | Pic de Bastan d'Aulon (2 721 m)   |
| Lacs de Bastanet               | lac de Bastan supérieur                         | Col de Bastan Massif de l'Arbizon |
| cost Goulière Vallon de Bastan | Lac de Bastan du Milieu Lac de Bastan inférieur | Pichaley (2 626 m)                |

### Géologie
Le lac de Bastan supérieur, le lac de Bastan du Milieu et le lac de Bastan inférieur sont des lacs glaciaires qui forment des lacs à chapelet.

## Protection
Le lac fait partie d'une zone naturelle protégée, classée ZNIEFF de type 1 et de type 2.